# Chilhuacle Negro
Chilhuacle negro (anche conosciuto come chile huacle) è una cultivar di peperoncino della specie Capsicum annuum originaria del Messico.
È coltivato prevalentemente nella regione di La Cañada, nello stato di d'Oaxaca, in Messico.

## Storia
Nelle aree di Oaxaca, l'uso del chile risale a 7.000 anni fa.
Molto legato alla cultura culinaria messicana, esso è il condimento essenziale per l'elaborazione del mole.

## Caratteristiche
Esistono tre varietà di chile huacle: la nera, la rossa e la gialla che permettono di realizzare le seguenti ricette : 
- con lo huacle negro (nero), il mole negro[3]
- con lo huacle rojo (rosso), il mole colorado[3]
- con lo huacle amarillo (giallo), il mole amarillo[3]

## Coltivazione
La produzione di questo peperoncino è limitata a piccoli appezzamenti di terreno (circa 10 ettari complessivi), ed è  minacciata da malattie virali come l'Anthonomus eugenii C.
A San Juan Bautista Cuicatlán (Oaxaca) dove è tuttora coltivato, il chilhuacle è stato inventariato nell'arca del gusto – slow food.

## Galleria d'immagini

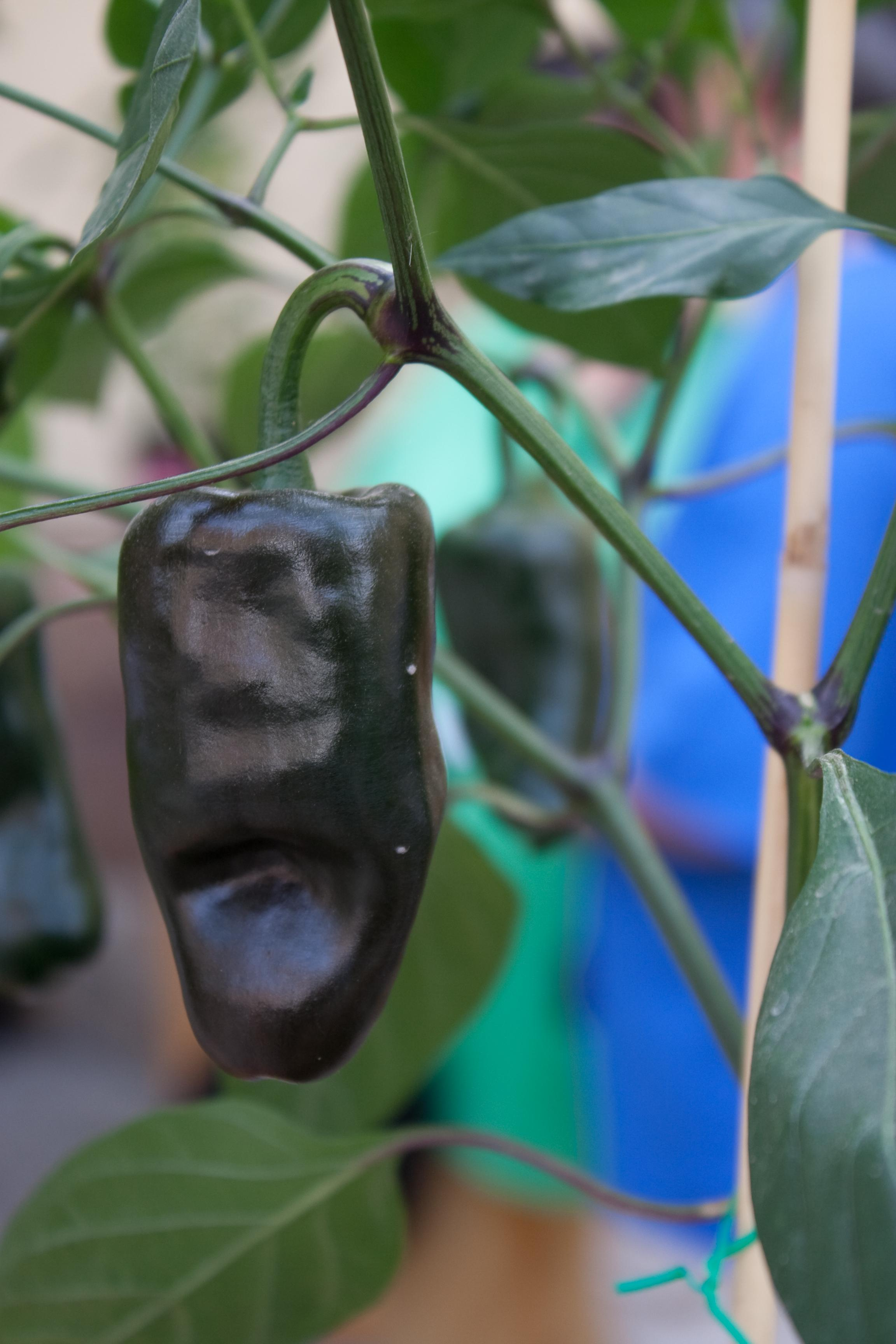
Il chilhuacle nero
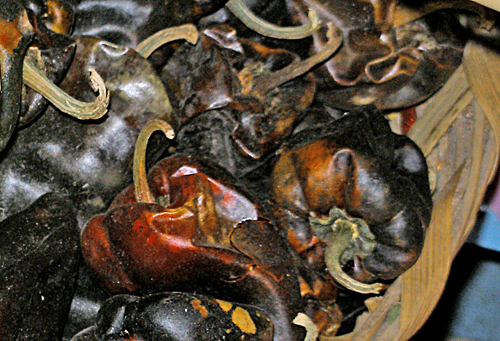
Chilhuacle amarillos in vendita al mercato di Oaxaca